# St. Augustinus-Krankenhaus (Lendersdorf)
Das St. Augustinus Krankenhaus ist eines von vier Krankenhäusern in Düren. Es steht im Stadtteil Lendersdorf. Das Krankenhaus hat 294 Betten. Träger ist die Josefs-Gesellschaft gAG in Köln, die mehrere Einrichtungen betreibt.
Das Krankenhaus war eine Stiftung des Papierfabrikanten Benno Schoeller an das Amt Birgel, zu der Lendersdorf damals gehörte. Durch diese Stiftung sollten alte und kranke Arbeiter der Firma und der angrenzenden Ortschaften Krauthausen, Lendersdorf, Birgel, Berzbuir und Kufferath gepflegt werden. Am 10. August 1897 wurde das Krankenhaus in Betrieb genommen. 1928 erfolgte der Anbau eines Westflügels. 1961 wurde das Schwesternwohnheim St. Elisabeth gebaut. 1964 folgten der Betten- und Behandlungstrakt. Neue Operationssäle und eine Intensivstation kamen 1988 dazu. 1995–1997 wurde ein siebenstöckiges medizinisches Zentrum angebaut. 2005 wurde der Südflügel mit weiteren Zimmern und Praxen angebaut.
In den 1960er Jahren erfolgte die rechtliche Übertragung von der Zivilgemeinde auf die Genossenschaft der Cellitinnen, deren Schwestern bis zum Jahr 1999 im Krankenhaus tätig waren. Damals erhielt das Krankenhaus seinen heutigen Namen.

## Hauptfachabteilungen
- Chirurgie (Allgemein- und Viszeralchirurgie)
- Innere Medizin 1 + 2
- Orthopädie und Unfallchirurgie
- Neurologie (inkl. Stroke Unit / Schlaganfallspezialstation)
- Anästhesie
- Intensivmedizin
- Radiologie

## Sonstiges
In den Nebengebäuden des Krankenhauses befindet sich das Feuerwehrmuseum (Lendersdorf). Das Dürener Karnevalsmuseum ist im neuen Südflügel untergebracht. 
Seit Mai 2015 ist das Krankenhaus akademisches Lehrkrankenhaus der RWTH Aachen.